# Ioan Asan al II-lea
Ioan Asan al II-lea (n. 1190 – d. 24 iunie 1241, Veliko Tărnovo, Țaratul Vlaho-Bulgar) a fost un țar al Țaratului Bulgar.

## Legături externe
- Borders of Bulgaria during the reign of Ioan Asen II
- Detailed List of Bulgarian Rulers Arhivat în 16 octombrie 2015, la Wayback Machine.